# Río Chavón
Río Chavón är ett vattendrag i Dominikanska republiken. Det ligger i den östra delen av landet, 120 km öster om huvudstaden Santo Domingo.